# Jo sóc l'amor
Jo soc l'amor (títol original en italià, Io sono l'amore) és una pel·lícula italiana de 2009 dirigida per Luca Guadagnino que narra una història d'amor ambientada a Milà en el canvi de mil·lenni. Va presentar-se al Festival Internacional de Cinema de Venècia, i posteriorment als festivals de Toronto, Sundance i Berlín, entre d'altres.

## Argument
La família Recchi pertany a l'alta burgesia lombarda, i les vides estan experimentant canvis radicals. Viuen a Milà, en una luxosa casa, però les relacions entre ells són fredes i distants. Edoardo Recchi Sr. (Gabriele Ferzetti), el patriarca de la família, ha decidit nomenar un successor per a la seva empresa industrial, i sorprèn tothom en repartir el poder entre el seu fill Tancredi (Pipo Delbono), un ric empresari italià, i el seu net Edoardo Recchi Jr. (Flavio Parenti).
El net somia amb l'obertura d'un restaurant amb el seu amic Antonio (Edoardo Gabbriellini), un xef jove i atractiu, completament aliè a aquest món, i que condensa les seves emocions en plats que no pertanyen a la tradició culinària de la família. És un personatge que no encaixa en aquest univers, com Emma (Tilda Swinton), la dona de Tancredi, que és una immigrant russa plenament integrada en la cultura milanesa, mare d'Elisabetta (Alba Rohrwacher), Edoardo i Gianluca (Mattia Zaccaro).
Emma s'assabenta que la seva filla és lesbiana, notícia que la sorprèn però que l'ajuda a alliberar-se del seu propi lligam matrimonial. Atreta per Antonio, en un impuls viatja a Sanremo per veure'l; el seu univers estàtic i opressiu es trenca quan inicien una relació, i la passió que sorgeix entre ells els durà a trencar tots els lligams, a costa de pagar un preu molt alt i que canviarà la seva família per sempre.

## Repartiment
- Tilda Swinton: Emma Recchi
- Flavio Parenti: Edoardo Recchi Jr.
- Edoardo Gabbriellini: Antonio Biscaglia
- Alba Rohrwacher: Elisabetta Recchi
- Pippo Delbono: Tancredi Recchi
- Maria Paiato: Ida Roselli
- Diane Fleri: Eva Ugolini
- Waris Ahluwalia: Shai Kubelkian
- Marisa Berenson: Allegra Recchi
- Gabriele Ferzetti: Edoardo Recchi Sr.

## Guardons[7]

### Premis
- 2010: Nastro d'argento europeo per Tilda Swinton
- 2010: Alabarda d'oro a la millor direcció per Luca Guadagnino

### Nominacions
- 2010: Premis Satellite:
  - Millor actriu en pel·lícula dramàtica per Tilda Swinton
  - Millor fotografia per Yorick Le Saux
  - Millor escenografia per Francesca Balestra Di Mottola
  - Millor pel·lícula en llengua estrangera
- 2011: Oscar al millor vestuari per Antonella Cannarozzi
- 2011: Globus d'Or a la millor pel·lícula de parla no anglesa
- 2011: BAFTA a la millor pel·lícula